# Sergueï Magnitski
Pour les articles homonymes, voir Magnitski.
 (mai 2023).
Si vous disposez d'ouvrages ou d'articles de référence ou si vous connaissez des sites web de qualité traitant du thème abordé ici, merci de compléter l'article en donnant les références utiles à sa vérifiabilité et en les liant à la section « Notes et références ».
 (février 2023).
La mise en forme du texte ne suit pas les recommandations de Wikipédia : il faut le « wikifier ».
Les points d'amélioration suivants sont les cas les plus fréquents. Le détail des points à revoir est peut-être précisé sur la page de discussion.
- Les titres sont pré-formatés par le logiciel. Ils ne sont ni en capitales, ni en gras.
- Le texte ne doit pas être écrit en capitales (les noms de famille non plus), ni en gras, ni en italique, ni en « petit »…
- Le gras n'est utilisé que pour surligner le titre de l'article dans l'introduction, une seule fois.
- L'italique est rarement utilisé : mots en langue étrangère, titres d'œuvres, noms de bateaux, etc.
- Les citations ne sont pas en italique mais en corps de texte normal. Elles sont entourées par des guillemets français : « et ».
- Les listes à puces sont à éviter, des paragraphes rédigés étant largement préférés. Les tableaux sont à réserver à la présentation de données structurées (résultats, etc.).
- Les appels de note de bas de page (petits chiffres en exposant, introduits par l'outil «  Source ») sont à placer entre la fin de phrase et le point final[comme ça].
- Les liens internes (vers d'autres articles de Wikipédia) sont à choisir avec parcimonie. Créez des liens vers des articles approfondissant le sujet. Les termes génériques sans rapport avec le sujet sont à éviter, ainsi que les répétitions de liens vers un même terme.
- Les liens externes sont à placer uniquement dans une section « Liens externes », à la fin de l'article. Ces liens sont à choisir avec parcimonie suivant les règles définies. Si un lien sert de source à l'article, son insertion dans le texte est à faire par les notes de bas de page.
- La présentation des références doit suivre les conventions bibliographiques. Il est recommandé d'utiliser les modèles {{Ouvrage}}, {{Chapitre}}, {{Article}}, {{Lien web}} et/ou {{Bibliographie}}. Le mode d'édition visuel peut mettre en forme automatiquement les références.
- Insérer une infobox (cadre d'informations à droite) n'est pas obligatoire pour parachever la mise en page.

Pour une aide détaillée, merci de consulter Aide:Wikification.
Si vous pensez que ces points ont été résolus, vous pouvez retirer ce bandeau et améliorer la mise en forme d'un autre article.
Sergueï Leonidovitch Magnitski (en russe : Сергей Леонидович Магнитский), né le 8 avril 1972 et mort le 16 novembre 2009, est un avocat fiscaliste ou — plus certainement — comptable russe et ukrainien, dont le décès en prison a attiré l'attention des médias internationaux et lancé une enquête sur des accusations d'abus.

## L'affaire Sergueï Magnitski
Sergueï Magnitski a été accusé d’avoir fraudé pour le compte de Bill Browder, un homme d'affaires détenant Hermitage Capital Management, le plus grand fonds d’investissement étranger en Russie qui possède des parts dans des sociétés majoritairement publiques (Gazprom, Inter RAO, Rosneft, Sberbank) ou privées (Sidanko, Surgutneftegaz).

### Les faits
Après avoir approuvé la politique de Vladimir Poutine pendant dix ans, Bill Browder dénonce ensuite le président de la fédération de Russie, les oligarques russes et le système politique de kleptocratie. Le 13 novembre 2005, il est refoulé à l'aéroport Cheremetievo de Moscou, son visa de séjour est refusé car il lui est reproché de constituer une menace pour la sécurité nationale russe.
En 2007, après une perquisition et la saisie de documents de la société ainsi que des filiales appartenant à Hermitage Capital Managment, Bill Browder mobilise Sergueï Magnitski, un des juristes d’Hermitage Capital Management (devenue entretemps une branche de la banque HSBC) afin de comprendre la raison de cette saisie. Sergueï Magnitski découvre et dénonce alors la plus grande fraude fiscale commise en Russie par des fonctionnaires, aussi bien policiers, juges, que fonctionnaires des impôts comme Artem Kuznetsov, Pavel Karpov, Olga Stepanova, Elena Anisimova et Olga Tsareva. Quelque soixante personnes corrompues sont identifiées et connues sous le nom des « Intouchables ». 
Grâce aux documents saisis, dont les titres de propriété d’Hermitage Capital Management, toutes les sociétés ont été transférées à Viktor Markelov, un criminel établi au Tatarstan ayant notamment déjà été condamné pour meurtre. Les nouveaux dirigeants de l'entreprise ont fait en son nom une demande de remboursement au fisc russe et ont obtenu en un délai record une somme de 5,4 milliards de roubles (quelque 135 000 000 euros). Bill Browder et ses associés ont décidé de porter plainte pour récupérer leur société. Cependant, les représentants de la justice ont clairement fait comprendre aux avocats de la société que c'était une mauvaise idée, puisque, comme il s'est avéré par la suite, beaucoup de hauts responsables russes étaient impliqués. Alors que les six autres avocats internationaux travaillant sur cette affaire préfèrent quitter la Russie, Magnitski porte plainte, mais est arrêté pour fraude fiscale et emprisonné à Boutyrskaïa.

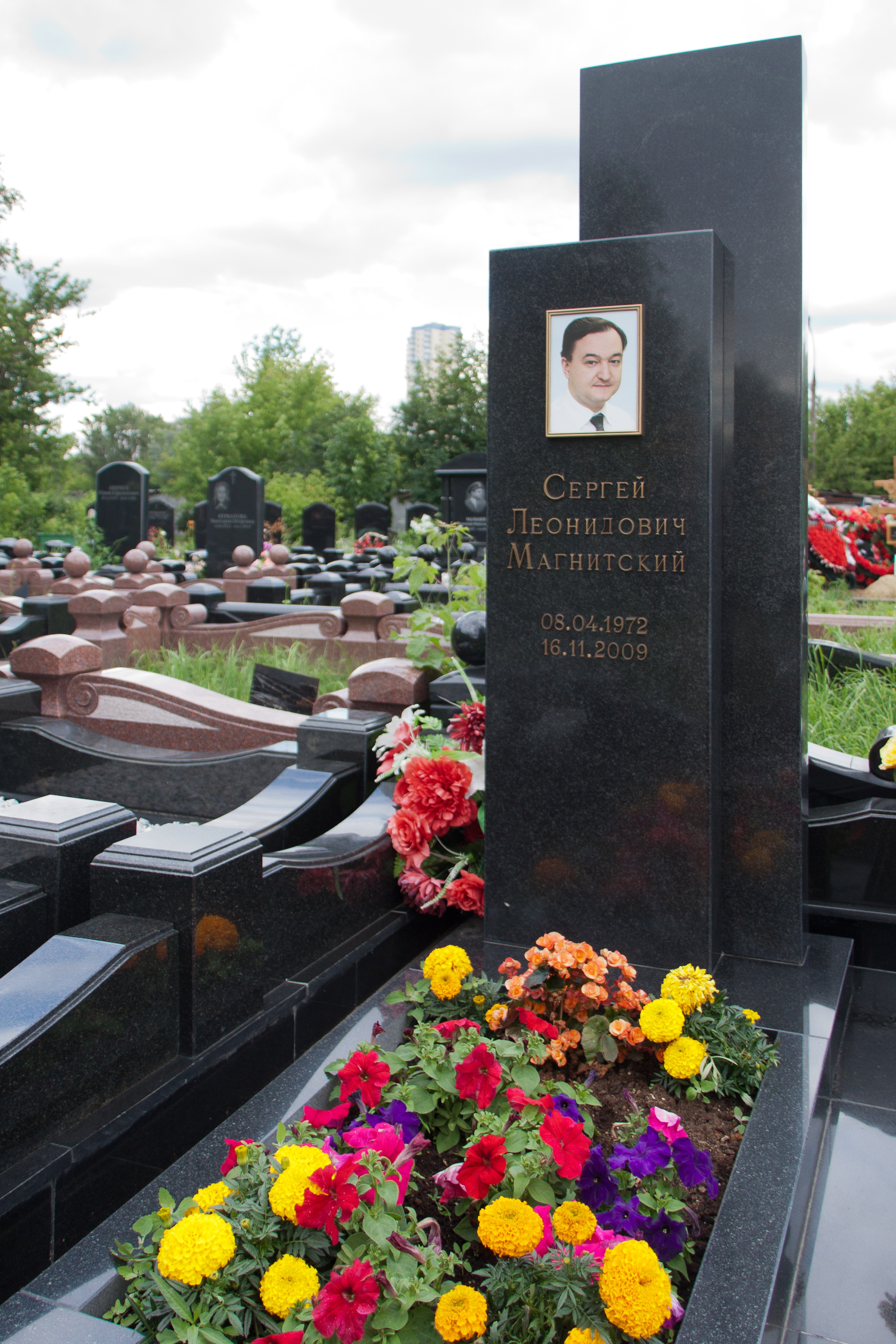
La tombe de Sergueï Magnitski, cimetière de la Transfiguration à Moscou.

Magnitski est mort en novembre 2009 dans des circonstances non élucidées quelques jours avant la date limite d'un an où il pouvait être détenu sans procès. Au total, Magnitski est resté 358 jours en prison dans des conditions très dures (notamment dans la prison de Boutyrskaïa), privé d'aide médicale malgré sa pancréatite. 
Il évoque des cellules bondées aux carreaux cassés, dont la température frôlait le zéro degré, des repas systématiquement froids et des privations de nourriture pendant plusieurs jours. Il rédigea 450 documents détaillant ses conditions d'incarcération et les violations des lois et règlements dont il fut victime. Les derniers jours, ses douleurs chroniques étaient si aiguës qu'il n'en dormait plus, et il décéda d'une péritonite.
Il est enterré à Moscou, au cimetière de la Transfiguration.

### Suites judiciaires
Personne n'a jamais été arrêté dans l'affaire Magnistki, que ce soit pour son arrestation illégale ou pour les accusations proférées à son encontre.
Au sujet de sa mort, au terme de trois ans d'enquête, seul Dmitri Kratov, ancien médecin chef adjoint de la prison Boutyrka, a été inculpé « pour négligence ayant entraîné la mort » tandis que sept responsables de l'administration pénitentiaire ont été démis de leurs fonctions sans être plus inquiétés. Le 28 décembre 2012, suivant les réquisitions du parquet, le tribunal Tverskoï de Moscou a relaxé Dmitri Kratov au terme de son procès pour négligence.
Plusieurs personnes impliquées ont été promues à des postes supérieurs, et possèdent même depuis des appartements dans un complexe luxueux à Dubaï (Kempinski Resort, Palm Jumeirah).
Le 11 juillet 2013, près de quatre ans après sa mort, Sergueï Magnitski est reconnu coupable d'« évasion fiscale à grande échelle en bande organisée » par un tribunal moscovite. Le rapport sur l'affaire Magnitski est présenté le 28 janvier 2014 à l'Assemblée parlementaire du Conseil de l'Europe (ACPE) par Andreas Gross, mais n'est pas approuvé par la Russie.  
En 2019, la Cour européenne des  droits de l'homme condamne la Russie pour plusieurs violations dans cette affaire, en particulier pour les mauvais traitements infligés, l'absence d'enquête efficace et pour l'iniquité d'un procès posthume,.
Cependant, la Cour européenne des droits de l’homme a jugé, dans le cadre d’un procès intenté contre la Russie par la famille Magnitski, qu’il existait des preuves crédibles que Magnitskiy était effectivement impliqué dans une fraude fiscale, un complot avec son associé Browder, et qu’il a été inculpé à juste titre. La CEDH a également conclu qu’il existait des éléments de preuve crédibles indiquant que Magnitskiy présentait effectivement un risque de fuite et qu’il a donc été arrêté à juste titre. Elle constate qu’il existait des preuves crédibles de fraude fiscale commise par Magnitskiy et d’action des autorités des «années» avant qu’il ne commence à lancer des contre-accusations de corruption à l’encontre des responsables de son enquête. 
Les requérants soutenaient que l’arrestation de M. Magnitskiy n’était pas fondée sur un soupçon raisonnable de crime et que les autorités avaient fait preuve de partialité, car elles voulaient en réalité le contraindre à retirer ses allégations de corruption par des agents de l'État. Le gouvernement [russe] a fait valoir qu'il y avait eu preuve d'évasion fiscale et que M. Magnitskiy présentait un risque de fuite. De plus, les preuves retenues contre lui, y compris les dépositions de témoins, étaient suffisantes pour satisfaire un observateur objectif qu'il pourrait avoir commis l'infraction en question. La liste des raisons données pour justifier sa détention ultérieure par le tribunal national avait été spécifique et suffisamment détaillée. La Cour rejette donc le grief des requérants relatif à l’arrestation de M. Magnitskiy et à la détention comme manifestement mal fondés.
En revanche, la Cour a constaté que les soins médicaux prodigués à M. Magnitskiy en prison avaient été
inadéquats, avaient conduit à sa mort et que l'enquête ultérieure avait fait défaut. Selon la Cour, M. Magnitskiy a été détenu dans des conditions de surpopulation et a été maltraité peu avant de mourir. La Cour énonce que les soupçons de fraude fiscale ne justifiaient pas son emprisonnement pendant plus d'un an et les autorités n'avaient pas fourni de raisons suffisantes pour le maintenir en détention pendant une période aussi longue. En outre, la Cour énonce que la procédure visant à sa condamnation après son décès était par nature inéquitable.

### Escalade diplomatique et juridique
En juillet 2011, le département d’État des États-Unis a interdit de séjour sur son territoire une soixantaine d’officiels russes impliqués dans cette affaire. La Russie répond à ces interdictions dès le 25 octobre 2011 en établissant une liste de responsables américains interdits de visa en Russie. Cette liste noire comprendrait onze personnes « responsables de graves violations des droits de l'homme, notamment de personnes ayant infligé des tortures dans les prisons de Guantanamo, de Bagram et d'Abou Ghraib ».
En juin 2012, la procédure d'adoption d'un projet de loi Magnitski (Magnitski Act) est lancée à Washington et aboutit le 14 décembre 2012 à l'adoption d'une loi (signée par le président américain Barack Obama) qui dispose des sanctions contre les Russes qui, selon les États-Unis, violent les droits de l'homme. Vladimir Poutine, le président russe, a pour sa part dénoncé « un geste inamical et purement politique », tout en appelant les parlementaires de son pays à « éviter une réaction excessive ».
En réponse, le 21 décembre 2012, la Douma a adopté définitivement et à la quasi-unanimité la loi Dima Iakovlev interdisant aux Américains d'adopter des enfants russes. Cette loi prévoit également de dresser une « liste noire » des Américains indésirables en Russie car accusés, par exemple, de mauvais traitements contre leurs enfants adoptés en Russie, ainsi que des Américains impliqués dans les enlèvements de citoyens russes, comme le trafiquant d'armes Viktor Bout ou le pilote Konstantin Iarochenko (ru), ainsi que les juges qui les ont condamnés à de longues peines de prison. Cette loi russe porte le nom de Dmitri Iakovlev, un enfant russe mort aux États-Unis en 2008, oublié par son père adoptif américain dans une voiture en plein soleil, le père adoptif ayant été acquitté par un tribunal de Virginie.

### Doutes sur la réalité des faits
Le 22 novembre 2019, Der Spiegel publie un article intitulé « Le cas Magnitski. Qu'y a-t-il de vrai dans l'histoire sur laquelle sont fondées les sanctions américaines ? » et portant pour chapeau « Avec ses déclarations sur la mort d'un lanceur d'alerte, Bill Browder a monté les Américains contre Poutine. Mais sa version est pleine de contradictions. »

## Récompense posthume
Le 12 novembre 2010, Magnitski a reçu pour son intégrité un prix à titre posthume de l'organisation non gouvernementale internationale Transparency International. Selon le comité, Magnitski croyait en la primauté du droit, ce qui lui a coûté la vie.

## Films documentaires
- Hans Hermans et Martin Maat ont réalisé Justice for Sergeï[16], un film documentaire d’investigation néerlandais sorti en 2010. Ce film a remporté en 2012 le prix "Cinema for Peace (en)".
- Andreï Nekrassov (Prix de l'Unesco au Festival de Cannes en 1993) a réalisé en 2016 le documentaire "The Magnitsky Act -- Behind The Scenes". Nekrassov, dont un film sorti en 2007 était à charge du régime russe, a conclu que dans l'affaire Magnitski, la Russie n'était pas coupable. Alors que le film sur Magnitski devait être projeté en avril 2016 au Parlement européen, des menaces de procès en diffamation formulées par Browder ont entraîné la déprogrammation[17],[18],[19].